# Мальборгетто-Вальбруна
Мальборгетто-Вальбруна, Мальборґетто-Вальбруна (італ. Malborghetto Valbruna) — муніципалітет в Італії, у регіоні Фріулі-Венеція-Джулія,  провінція Удіне.
Мальборгетто-Вальбруна розташоване на відстані близько 520 км на північ від Рима, 100 км на північ від Трієста, 55 км на північ від Удіне.
Населення — 956 осіб (2014).
Щорічний фестиваль відбувається 2 липня. Покровитель — Maria Santissima della Visitazione.

## Демографія
Населення за роками:

Станом на 1 січня 2023 року в муніципалітеті офіційно проживали 43 іноземці з 11 країн, серед них 21 громадянин країн Євросоюзу та 1 громадянин України.

## Сусідні муніципалітети
- Кьюзафорте
- Донья
- Феїстритц-ан-дер-Гаїль
- Ермагор-Пресседжер-Сее
- Оентурн
- Понтебба
- Сант-Стефан-ім-Гаїльталь
- Тарвізіо